# Les Week-ends d'un couple pervers
Pour plus de détails, voir Fiche technique et Distribution.
Les Week-ends d'un couple pervers est une version coupée d'un film pornographique français Introductions (Durée: 83 min), qui est sorti sur les écrans en France le 7 avril 1976, réalisé par Jean Desvilles sous le pseudonyme de Georges Fleury.

## Fiche technique
- Titre : Les Week-ends d'un couple pervers
- Réalisateur : Jean Desvilles sous le pseudonyme de Georges Fleury.
- Scénariste : Jean Desvilles
- Production : Jean Desvilles Les Films Jean Desvilles
- Musique : Eddie Warner
- Distribution :
- Durée : 1 h 10
- Pays :  France
- Genre : pornographique
- Année de tournage : 1975
- Dates de sortie : 
  -  France : 7 avril 1976
- Autres titres connus : 
  -  France : Introductions (titre original) (83 min)
  -  France : Week-Ends balnéaires
  -  Pays-Bas : Ik zal je pakken
  -  Italie : Introduzione erotica (83 min)
  -  Italie : Gemelline in calore (70 min)

## Distribution
- Emmanuelle Parèze : Anne, la Femme de Jacques Insermini
- Jacques Insermini : Michel
- Chantal Nora[2] : Béatrice
- Catherine Castel
- Marie-Pierre Castel : comme chauffeur de Ford Mustang Convertible 1970
- Françoise Maillot : la fille à l'écran avec Charlie Schreiner dans un film dans le film
- Charlie Schreiner
- Danièle Nègre : la motostoppeuse suédoise
- Eva Khris : la nouveau locataire de l'appartement parisien d'Anne et Michel
- Martine Grimaud : l'employée de bureau dactylographe
- Mathilde Deleaz :  (elle n'apparaît pas dans la version coupée: 70 min)
- Hélène Bruno : joue la fille de Stéphane Bruno dans le parc
- Raymond Pierson : le patron (il n'apparaît pas dans la version coupée: 70 min)
- Homme inconnu : le chauffeur de Cadillac Coupe de Ville à la fin du film
- Muriel Vidal : la fille dans une chaise longue à la fin du film

## Tournage
Le film fut tourné à l'été 1975 à Bénerville-sur-Mer (Calvados) (séquence sur la plage), au Moulin des Champs à Avernes (Val-d'Oise), à Théméricourt (Val-d'Oise) (scène de la moto), à Paris pour le tour en Ford Mustang Convertible ainsi que pour la scène au cinéma Alpha-Élysées.
Chantal Nora remplace Danièle Nègre dans les scènes de hardcore.
Chantal Nora remplace Emmanuelle Parèze: la scène hardcore dans la cabine de plage au début du film.

## Cassette vidéo
À la Bibliothèque nationale de France se trouve une cassette vidéo (1 h 20 min) sous le titre : Les Week-ends d'un couple pervers, Paris, 1991.